# Ураш
Ураш — река в России, протекает по Тевризскому и Усть-Ишимскому районам Омской области. Устье реки находится в 1054 км по левому берегу реки Иртыш. Длина реки составляет 14 км.

## Данные водного реестра
По данным государственного водного реестра России относится к Иртышскому бассейновому округу, водохозяйственный участок реки — Иртыш от впадения реки Омь до впадения реки Ишим, без реки Оша, речной подбассейн реки — бассейны притоков Иртыша до впадения Ишима. Речной бассейн реки — Иртыш.
Код объекта в государственном водном реестре — 14010100312115300008038.